# Vidalia (Luisiana)
Vidalia es un pueblo ubicado en la parroquia de Concordia en el estado estadounidense de Luisiana. En el Censo de 2010 tenía una población de 4299 habitantes y una densidad poblacional de 639,88 personas por km².

## Geografía
Vidalia se encuentra ubicado en las coordenadas 31°34′0″N 91°26′26″O / 31.56667, -91.44056. Según la Oficina del Censo de los Estados Unidos, Vidalia tiene una superficie total de 6.72 km², de la cual 6.72 km² corresponden a tierra firme y (0%) 0 km² es agua.

## Demografía
Según el censo de 2010, había 4299 personas residiendo en Vidalia. La densidad de población era de 639,88 hab./km². De los 4299 habitantes, Vidalia estaba compuesto por el 72.02% blancos, el 26.22% eran afroamericanos, el 0.21% eran amerindios, el 0.42% eran asiáticos, el 0.02% eran isleños del Pacífico, el 0.37% eran de otras razas y el 0.74% pertenecían a dos o más razas. Del total de la población el 1.54% eran hispanos o latinos de cualquier raza.